# 53237 Simonson
53237 Simonson è un asteroide della fascia principale. Scoperto nel 1999, presenta un'orbita caratterizzata da un semiasse maggiore pari a 3,1319843 UA e da un'eccentricità di 0,2523280, inclinata di 15,90745° rispetto all'eclittica.